# Adolf Müller (Schauspieler)
C. A. F. Adolf Müller (* 9. August 1862 in Hamburg; † 14. Dezember 1945 in Dresden) war ein deutscher Schauspieler.

## Leben und Wirken
Nach dem Schulbesuch nahm er bei L. A. Görner in Hamburg Schauspielunterricht. Seinen ersten Auftritt hatte Müller am Stadttheater in Altona als Franz Moor in Schillers Räuber. Es folgten Engagements in Basel, Halle (Saale), Leipzig (Stadttheater), Hamburg und am Thalia-Theater. Ab 1894 war er königlich-sächsischer Hofschauspieler am Hoftheater in Dresden, wo er verschiedene Hauptrollen hatte, zum Beispiel Nathan, Marinelli, Adam (Der zerbrochene Krug), Riccaut, Buttler, Attinghausen, Bräsig und Vansen. 1919 wechselte er an das Staatstheater Dresden. 1928 ging er in Rente.
Er bewohnte die Villa in der Schubertstraße 8 in Blasewitz.